# نقش‌دل سلطان
نقش‌دل سلطان، به‌معنای زیبایی قلب، ملکه هم‌نشین سلطان عثمانی عبدالحمید یکم بود. او همچنین والده سلطان، محمود دوم بود. طبق یک افسانه او اصالت فرانسوی داشت و نام فرانسوی او امه دوبوک دوریوری بود، که در سال ۱۷۸۸ در دریا ناپدید شده بود، و دخترخاله ژوزفین همسر ناپلئون بود. طبق این افسانه، Aimée du Buc de Rivery توسط دزدان دریایی بربر دستگیر شد و به عنوان  صیغه حرمسرا فروخته شد، اما مورخ مدرن این موضوع را رد کرده است.
چندین افسانه قدیمی که حتی به اوایل قرن شانزدهم بازمی‌گردد، ارتباط بین سلطنت‌های فرانسوی و عثمانی را نشان می‌دادند. مشخص شده است که اینها جعلیاتی با انگیزه سیاسی هستند که برای توجیه اتحاد بین این دو پادشاهی (به ظاهر مرتبط) طراحی شده اند.  داستان آمه-نقش‌دل چندین شباهت متمایز را با این داستان‌های قدیمی نشان می‌دهد. در دوران سلطنت، داستان‌های مربوط به شاهزاده‌خانم‌های ربوده شده فرانسوی توسط مقامات فرانسوی برای حفظ روابط خوب با مخترعان عثمانی این داستان ها رد نمی شد. در زمان‌های بعد، علیرغم گزارش‌های دقیق‌تر موجود، از این داستان‌ها و داستان‌های مشابه حرمسرا در فرانسه برای تداوم نگاهی به ترکیه، خاورمیانه و به طور کلی اسلام به‌عنوان ماهیت اسرارآمیز و استبدادی استفاده شده است.
با این حال، پنجاه سال بعد، در سال ۱۸۶۷، هنگامی که سلطان عبدالعزیز یکم، پسر محمود، به دعوت ناپلئون سوم به پاریس رفت، ناپلئون با شور و شوق فراوان از او استقبال کرد و به مطبوعات گفت که مادربزرگ‌های ما فامیل بودند. سنت ابداع شده دیگری در مورد یک زن فرانسوی با روابط سلطنتی در حرمسرای عثمانی برای حمایت از آرزوهای سیاسی حاکمان امپراتوری عثمانی و فرانسه ایجاد شد. مانند سایر نمونه‌های سنت‌های ابداع شده، این افسانه به طور سست با یک پدیده تاریخی مرتبط بود. این افسانه در ابتدا بر رابطه بین این دو حاکم نیز تأکید می‌کرد، همانطور که اسطوره قبلی انجام داده بود.